# エディ・ギャラード
ジュリアン・エドワード・ギャラード（Julian Edward "Eddie" Gaillard、1970年8月13日 - ）は、アメリカ合衆国ニュージャージー州出身の元プロ野球選手（投手）。

## 経歴

### プロ入り前
フロリダ・サザン大学から1993年のMLBドラフト13巡目でデトロイト・タイガースから指名を受け、入団。

### MLB時代
1997年にメジャー初昇格を果たし、16試合に登板して1勝1セーブを挙げた。
1998年にタンパベイ・デビルレイズへ移籍した。
1999年は5月と9月にメジャー昇格を果たしたが、主に中継ぎで8試合に登板して1勝0敗、9失点と結果を残せなかった。しかし傘下のAAA級球団ダーラムで抑えとして起用され、3勝6敗26セーブを記録した。同年オフにシンシナティ・レッズへ移籍した。
来日前のMLB通算成績は30試合に登板して2勝1セーブ、防御率4.66だった。またマイナーリーグ (MiLB) では通算286試合に登板し、29勝26敗82セーブの成績を残していた。

### 中日時代
2000年春はフロリダで開催されたレッズのキャンプに参加していたが、3月22日にはメジャーの開幕ベンチ入りの25人枠から漏れ、傘下のAAA級ルイビルでプレーすることとなっていた。このためNPBのシーズン開幕直前にセントラル・リーグの中日ドラゴンズがギャラードの獲得交渉を開始し、レッズに移籍金7350万円を支払うことで移籍が決まり、同年3月30日に中日がギャラードの獲得を発表、開幕直後の4月8日に来日した。当時の契約は1年契約で、年俸・契約金は合計3150万円、背番号は52だった。入団当初はゲイラードと表記されたが、登録名は原語の発音に近いギャラードとした。中日は当時、抑えの宣銅烈が前年限りで引退しており、また落合英二の右肩痛などから抑え投手に不安を残したまま開幕を控えていたことから、渉外担当の足木敏郎や投手コーチの高橋三千丈が新外国人候補の投手を視察するため、同年2月に渡米していた。彼らは帰国後、監督の星野仙一や投手チーフコーチの山田久志とともにギャラードを含む複数人の候補選手について、抑え投手への適性などを検討した結果、ギャラードの獲得を決めた。
4月14日の対阪神タイガース1回戦（阪神甲子園球場）で8回裏に来日初登板し、1イニングを投げて2奪三振を記録した。抑え投手として起用され、6セーブ目を挙げた5月18日の試合では3連投ながら球速152 km/hを記録した。同年4月25日の対ヤクルトスワローズ4回戦（明治神宮野球場）で9回裏に登板して相手打者を3者連続三振に打ち取り、来日初セーブを記録、4連続セーブを挙げて岩瀬仁紀とともに宣の穴を埋めていた。同年5月17日の対横浜ベイスターズ10回戦（横浜スタジアム）では4対4の同点で迎えた11回裏途中から救援登板し、13回表にチームが勝ち越しに成功、来日初勝利を挙げた。また同年にはバンチ・岩瀬・ギャラードによる継投が『中日新聞』紙上で「BIG」とも報じられた。一方で星野が立浪和義・大西崇之とともに球審の橘高淳に対する暴行事件を起こした際、ギャラードは「日本は、審判を殴ってもいいのか」と呆然としていたという。同年8月22日までに1勝26セーブを挙げており、翌23日の対横浜19回戦（ナゴヤドーム）では3対2の2点リードで迎えた9回に登板するが、5被安打3失点で来日後初めて敗戦投手になった。
同年はオールスターゲームにも出場し、最終的には35セーブと1救援勝利（セーブポイントは計36）を挙げ、最優秀救援投手のタイトルを獲得した。来日1年目の外国人投手が最優秀救援投手のタイトルを獲得した事例は、ギャラードがNPB史上初だった。しかし、9月24日に東京ドームで開催された読売ジャイアンツ（巨人）27回戦（最終戦）では、リーグ優勝へのマジックを1としていた巨人打線を相手に4対0（4点リード）の9回裏から登板するも、江藤智に同点満塁本塁打を打たれ、続く二岡智宏にはサヨナラ優勝決定本塁打を打たれて敗戦投手となった。同シーズン終了前には翌2001年の契約について、年俸100万ドル（約1億900万円）の1年契約で合意した。同年オフの12月14日、背番号が18に変更されることが発表された。
2001年にもオールスターゲーム出場を果たした。同年は29セーブを挙げ、オフには翌2002年シーズンの契約について年俸200万ドル（約2億4800万円）の1年契約で合意したとされていたが、実際には2003年シーズンまでの2年契約だった。2002年には34セーブを挙げ、自身2度目の最優秀救援投手のタイトルを獲得。
2003年の開幕前には、チームが大阪近鉄バファローズから大塚晶則を獲得したことに不快感を示していた。同年4月にはNPB通算100セーブの最速記録を樹立したが、同月末時点で防御率は6.57と極度の不振に陥っていた。5月には復調したが、6月1日には対ヤクルトスワローズ戦（千葉マリンスタジアム）でサヨナラ負けを喫した。同年6月5日に阪神甲子園球場で開催された対阪神12回戦の試合前に行われていた練習で、打撃練習の打球を右手に当てて中指を痛め、翌6日になっても痛みが引かなかったため、出場選手登録を抹消された。同月17日に再登録されたが、監督の山田から安定感が戻るまでセットアッパーとしての登板を命じられたことに反発した。27日には再び右手中指に違和感を訴え、検査の結果骨に異常はなかったが、右手中指に痛みを感じたため、再び出場選手登録を抹消された。中日での最後の登板は6月25日の対ヤクルト戦で、2点ビハインドの場面で登板して3失点しており、それまでのシーズン成績は23試合に登板して2勝2敗14セーブ、防御率5.09という成績だった。首脳陣は7月20日に福岡ドームで開催される二軍（ウエスタン・リーグ）の対福岡ダイエーホークス戦でギャラードを復帰登板させ、結果を出せば一軍に再昇格させる方針を固めたが、ギャラードは二軍戦での登板を拒否し、調子が戻った時点で一軍に復帰させるよう要求した。
翌21日に山田や球団代表の伊藤修がギャラードと対談したが、ギャラードはあくまで21日もしくは22日中に一軍昇格させるよう主張して譲らず、22日に中日はギャラードをウェイバー公示する手続きを取った。ウェイバー公示による契約解除は同一リーグのライバル球団に選手を譲渡する可能性がある異例の申請とされたが、伊藤はその理由について、ギャラードから22日までに抑え投手として一軍登録してもらえないなら契約を解除してほしいという希望があり、チームの功労者であるため申請に踏み切ったと述べていた。中日時代の通算セーブ数112は、岩瀬仁紀・郭源治に次ぐ球団史上第3位の記録であり、外国人枠の選手ではチーム最多である。

### 横浜時代
その後、7月28日に横浜ベイスターズがギャラードの獲得手続きを行うことを発表、セ・リーグ史上初となるシーズン中のウェイバー移籍となった。横浜移籍後の背番号は32。当時、横浜は投手陣が防御率5.16とセ・リーグワーストに低迷して借金40と低迷していたことに加え、マット・ホワイトサイドをシーズン途中で解雇し、新人の加藤武治に抑えを任せるなど、翌シーズンの抑え投手の計算が立っていなかった。一方でギャラードを同シーズンのみプレーさせて残り4か月分の年俸（推定約9,600万円）などを負担することは無意味だったことなどから、当初はギャラード獲得には消極的な姿勢だったが、当時のチーム事情に加え、痛めていた右手中指も完全に回復しており、来季以降も活躍が見込めると判断したこと、また未知数な新外国人とは違い計算できる戦力であるとの判断から、翌年に向けた戦力補強としてギャラード獲得を検討、ギャラード側には翌年も横浜と契約することや、基本年俸を抑えて出来高分を高くするという条件の契約を提示して合意を得た上で、公示期間最終日の28日に獲得を発表した。翌29日付で中日から支配下選手登録を抹消され、横浜から支配下選手登録された。なお、中日には横浜から400万円の譲渡金が支払われた。当時のトレード期限である6月30日を過ぎて移籍した珍しい選手である。
横浜移籍直後の8月10日には対中日19回戦（横浜スタジアム）で移籍後初登板してセーブを記録、NPB史上初の1シーズン2球団セーブを記録した。本人はNPBでの思い出について、古巣の中日からセーブを挙げたことであると語っている。移籍後は13試合に登板して1敗7セーブと安定した投球を見せ、同年オフには横浜と改めて1年契約を結んだが、その契約内容は基本年俸1億円に加え、セーブ数などに応じた出来高を加えたものだった。また、背番号を19に変更した。
2004年開幕前の春季キャンプ中に佐々木主浩がチームに復帰したことから、ギャラードはセットアッパーとして起用される可能性が出たことに反発して球団に複数年契約への見直しを要求、要求が認められなければ退団も辞さない考えを示していた。横浜は佐々木の復帰加入当初、佐々木とギャラードに抑え投手の座を競争させようという構想を立てていたが、後に佐々木の日米での実績と、抑えでの活躍を期待するファンの声を重視して佐々木には抑え、ギャラードには中継ぎをそれぞれ担わせることを決めた。一方で横浜は前シーズンに大型契約を結んだスティーブ・コックスを始め、石井琢朗・斎藤隆ら複数年契約を結んだ選手が軒並み不調に終わっていたことから、基本的に複数年契約を認めない方針を立てており、仮にギャラードが複数年契約に固執する場合は他球団への放出も辞さない考えを示していた。この動きを受けて巨人や北海道日本ハムファイターズ、近鉄がギャラードの獲得を検討していると報じられたが、後に巨人や日本ハムは獲得を否定し、ギャラード本人も監督の山下大輔に対し、「起用法については問題ない」「〔来日時に〕空港で〔報道陣から〕焚き付けられた質問に乗ってしまった」と話していた。最終的にギャラードは契約年数の見直しではなく、抑えを前提としていた出来高部分に中継ぎの項目を加えて見直すという条件を受け入れてチームに残留した。しかし開幕後はセットアッパーとして救援失敗を繰り返し、3本塁打を被弾していた。5月22日の対中日10回戦（横浜スタジアム）に登板後、右肘に違和感を訴えて同月26日に出場選手登録を抹消された。それまでの成績は13試合に登板して2勝2敗、防御率8.31と不振だった。右肘の精密検査を受けるため、同年6月9日にはアメリカに帰国、同月28日には内視鏡によるクリーニング手術を受けた。そのまま再来日することなく、同年9月14日に退団が決まり、同年12月2日付でNPBから自由契約選手として公示された。
NPB通算セーブ数120は、2008年にマーク・クルーンに更新されるまで外国人投手としてNPB球界最多記録であった。

### 横浜退団後
2005年にはコロラド・ロッキーズと、翌2006年にはフロリダ・マーリンズとそれぞれマイナー契約を結んだが、再びMLBで登板することはなく、2006年限りで現役を引退した。

## 選手としての特徴・人物
来日前の1999年は、デビルレイズでは投球回8イニング2/3で7奪三振、ダーラムでは62イニング1/3で67奪三振と、それぞれ高い奪三振率を記録していた。中日入団時の監督であった星野はギャラードの投球をビデオで見て、宣以上でメルビン・バンチ（ギャラードと同じく同年から中日でプレー）と同等の力があると評していた。
中日入団時は球速150 km/h前後の速球や、球速140 km/hのスライダー、チェンジアップが持ち球とされていた。また速球は素直な回転ではなく、ブルブルと小さく揺れる感じで、スライダーは切れ味も制球力も良いと評されていた。初来日直後の投球練習では球速140 km/h台後半の速球、スライダー、チェンジアップなどを投げ、当時投手コーチを務めていた山田から高い評価を得ており、実戦でも3連投となった試合で最高球速152 km/hを記録していた。
抑えという役割については「毎日ベンチ入りして、勝利の喜びをナインとともに味わえる」と語っていた。また連続セーブなどの記録には関心を示さず、登板間隔が空いた際には大量ビハインド時に敗戦処理として登板することもあり、星野からは「嫌がらずに投げる。連投もOKだし」と真面目な性格を高く評価されていた。
中日時代に同僚だった岩瀬仁紀と山本昌によれば、ギャラードは同時期に先発投手として活躍したメルビン・バンチとは仲が悪かったという。

## 詳細情報

### 年度別投手成績
| 年 度    | 球 団    | 登 板 | 先 発 | 完 投 | 完 封 | 無 四 球 | 勝 利 | 敗 戦 | セ 丨 ブ | ホ 丨 ル ド | 勝 率 | 打 者 | 投 球 回 | 被 安 打 | 被 本 塁 打 | 与 四 球 | 敬 遠 | 与 死 球 | 奪 三 振 | 暴 投 | ボ 丨 ク | 失 点 | 自 責 点 | 防 御 率 | W H I P |
| -------- | -------- | ----- | ----- | ----- | ----- | -------- | ----- | ----- | -------- | ----------- | ----- | ----- | -------- | -------- | ----------- | -------- | ----- | -------- | -------- | ----- | -------- | ----- | -------- | -------- | ------- |
| 1997     | DET      | 16    | 0     | 0     | 0     | 0        | 1     | 0     | 1        | --          | 1.000 | 88    | 20.1     | 16       | 2           | 10       | 2     | 0        | 12       | 0     | 0        | 12    | 12       | 5.31     | 1.28    |
| 1998     | TB       | 6     | 0     | 0     | 0     | 0        | 0     | 0     | 0        | --          | ----  | 30    | 7.2      | 4        | 3           | 3        | 0     | 0        | 5        | 0     | 0        | 5     | 5        | 5.87     | 0.91    |
| 1999     | TB       | 8     | 0     | 0     | 0     | 0        | 1     | 0     | 0        | 0           | 1.000 | 43    | 8.2      | 12       | 1           | 4        | 0     | 1        | 7        | 0     | 0        | 9     | 2        | 2.08     | 1.85    |
| 2000     | 中日     | 51    | 0     | 0     | 0     | 0        | 1     | 2     | 35       | --          | .333  | 189   | 47.0     | 37       | 5           | 13       | 3     | 1        | 52       | 1     | 0        | 14    | 14       | 2.68     | 1.06    |
| 2001     | 中日     | 47    | 0     | 0     | 0     | 0        | 0     | 1     | 29       | --          | .000  | 181   | 46.2     | 34       | 2           | 11       | 1     | 0        | 24       | 1     | 0        | 11    | 11       | 2.12     | 0.96    |
| 2002     | 中日     | 47    | 0     | 0     | 0     | 0        | 1     | 1     | 34       | --          | .500  | 191   | 47.1     | 40       | 3           | 12       | 5     | 3        | 27       | 1     | 0        | 9     | 8        | 1.52     | 1.08    |
| 2003     | 中日     | 23    | 0     | 0     | 0     | 0        | 2     | 2     | 14       | --          | .500  | 97    | 23.0     | 23       | 4           | 7        | 3     | 1        | 21       | 0     | 0        | 14    | 13       | 5.09     | 1.30    |
| 2003     | 横浜     | 13    | 0     | 0     | 0     | 0        | 0     | 1     | 8        | --          | .000  | 43    | 12.1     | 6        | 2           | 2        | 0     | 0        | 12       | 0     | 0        | 3     | 3        | 2.19     | 0.65    |
| '03計    | 横浜     | 36    | 0     | 0     | 0     | 0        | 2     | 3     | 22       | --          | .400  | 140   | 35.1     | 29       | 6           | 9        | 3     | 1        | 33       | 0     | 0        | 17    | 16       | 4.08     | 1.08    |
| 2004     | 横浜     | 13    | 0     | 0     | 0     | 0        | 2     | 2     | 0        | --          | .500  | 60    | 13.0     | 15       | 3           | 5        | 1     | 2        | 5        | 0     | 0        | 12    | 12       | 8.31     | 1.54    |
| MLB：3年 | MLB：3年 | 30    | 0     | 0     | 0     | 0        | 2     | 0     | 1        | 0           | 1.000 | 161   | 36.2     | 32       | 6           | 17       | 2     | 1        | 24       | 0     | 0        | 26    | 19       | 4.66     | 1.34    |
| NPB：5年 | NPB：5年 | 194   | 0     | 0     | 0     | 0        | 6     | 9     | 120      | --          | .400  | 761   | 189.1    | 155      | 19          | 50       | 13    | 7        | 141      | 3     | 0        | 63    | 61       | 2.90     | 1.08    |

- 各年度の太字はリーグ最高

### タイトル
NPB
- 最優秀救援投手：2回（2000年、2002年）

### 表彰
NPB
- ファイアマン賞：2回（2000年、2002年）

### 記録
NPB
- 初登板：2000年4月14日、対阪神タイガース1回戦（阪神甲子園球場）、8回裏に3番手で救援登板・完了、1回無失点
- 初奪三振：同上、8回裏に田中秀太から
- 初セーブ：2000年4月25日、対ヤクルトスワローズ4回戦（明治神宮野球場）、9回裏に6番手で救援登板・完了、1回無失点
- 初勝利：2000年5月17日、対横浜ベイスターズ10回戦（横浜スタジアム）、11回裏一死に3番手で救援登板、1回2/3を無失点
- 通算100セーブ：2003年4月5日、対横浜ベイスターズ3回戦（ナゴヤドーム）、9回表に4番手で救援登板・完了、1回1失点 ※史上13人目
- オールスターゲーム出場：2回（2000年、2001年）

### 背番号
- 54（1997年）
- 28（1998年 - 1999年）
- 52（2000年）
- 18（2001年 - 2003年途中）
- 32（2003年途中 - 同年終了）
- 19（2004年）